# San José de Guaribe
San José de Guaribe is een gemeente en stad in de Venezolaanse staat Guárico. San José de Guaribe telt 10.500 inwoners. De hoofdplaats is San José de Guaribe.